# 高捷少女

高捷少女的母親節祝賀圖，從左上角逆時針起為婕兒、小祈、飛兒、安琪、小穹、小夕、艾米莉亞和耐耐

高捷少女（英語：K.R.T. GIRLS），又稱高捷娘，為臺灣高雄捷運的虛擬代言人，後來進一步發展為《前進吧！高捷少女》（日语：進め！たかめ少女）計畫。最早是2014年11月由希萌創意及其創辦人楊家宇（Simon）所提案的宣導人物，之後成功獲得希望能吸引年輕族群的高雄捷運公司同意合作。在配合2014年駁二動漫祭而發表角色設計後，這項原本看似只是在特定期間舉辦的限定活動，在各新聞媒體報導和網際網路傳播後引起不小迴響。
由於高捷少女廣泛受到好評，高雄捷運公司選擇和希萌創意繼續合作，並且正式讓高捷少女成為高雄捷運代言人。為此高雄捷運公司還特地在Facebook上成立了「前進吧！高捷少女」粉絲團，其粉絲人數也很快就超過70,000人以上（截至2019年7月12日已達約105,000人）。目前設計出來的代言人包括由初夏繪製的站務員「小穹」、由緋華繪製的司機員「艾米莉亞」、由小啾繪製的維修工程師「婕兒」與由Riv繪製的客服員「耐耐」的初始四人，以及包括由初夏繪製的站務員「小祈」、由Riv繪製的司機員「飛兒」、由迷子燒繪畫的客服員「安琪」與由孟達繪畫的研發中心工程師「小夕」的二期新生。八者的人物身高、體重乃至興趣等，皆由Simon負責設定。
高雄捷運公司除了安排高捷少女初始四人作為高雄捷運各車站內各個告示牌與宣傳海報的代言人外，先分別將小穹的指引用人型看板安置在鹽埕埔站、再將艾米莉亞的人形看板進駐凱旋站，以及婕兒的人形看版放置在中央公園站。之後在美麗島站等站也設置人形立牌。

## 企劃

### 計劃背景

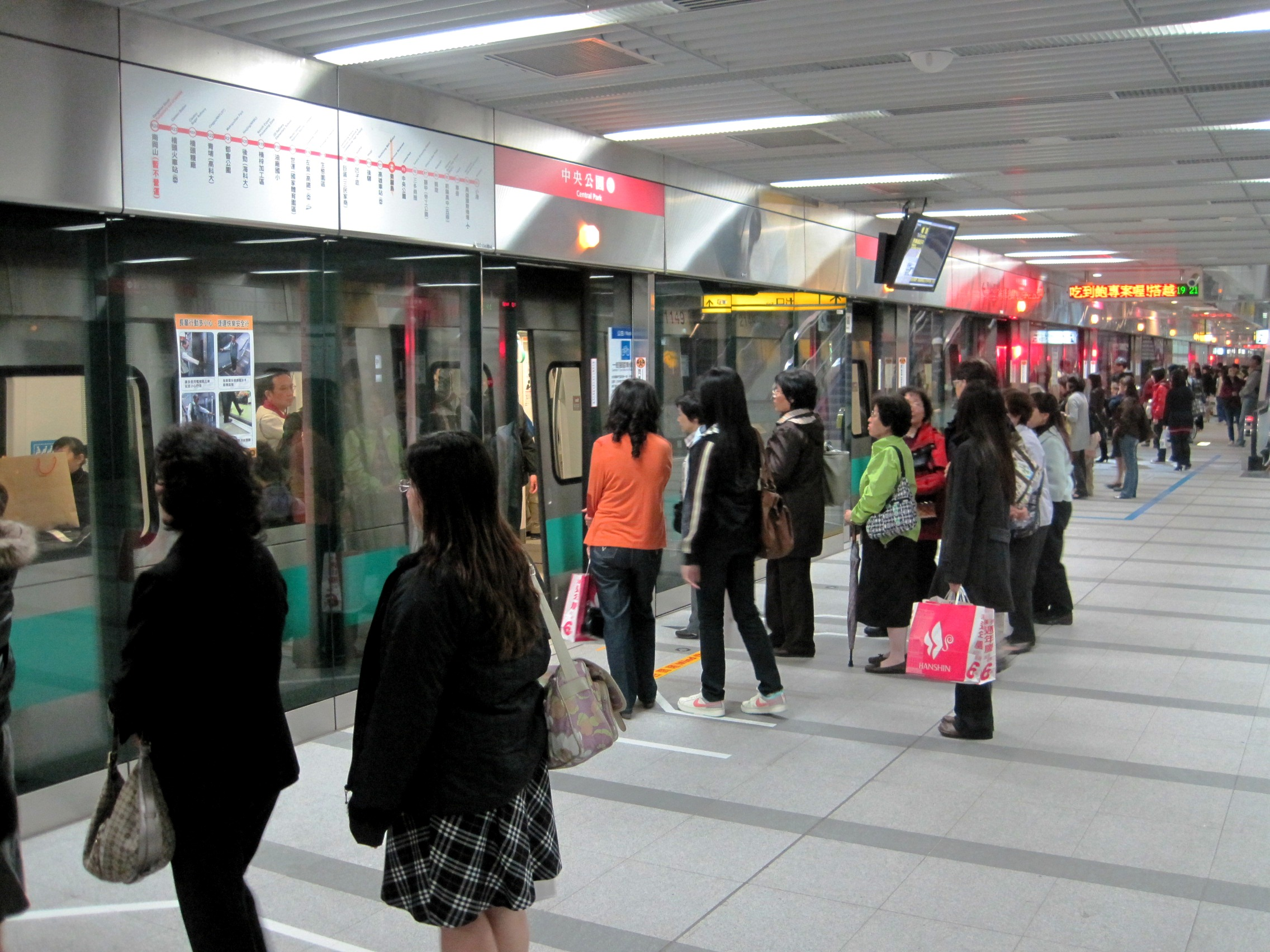
高雄捷運中央公園站月臺準備搭車的乘客。

高雄捷運是以高雄市區為中心、同時向高雄市郊區提供服務的城市軌道交通系統，也是臺灣第二座大眾捷運系統。高雄捷運規劃時視為重型鐵路系統，分成高雄捷運紅線與高雄捷運橘線營運，而在後續計畫中還可能把延伸路線涵蓋屏東縣部分地區。整個捷運系統於1980年代開始規劃，1998年行政院決定以民間興建營運後轉移的BOT模式辦理。1999年經過甄選後由高雄捷運公司負責興建初期路網、高雄市政府捷運工程局負責路線規劃與監督，於2001年10月開始興建。2008年3月9日捷運紅線正式營運，捷運橘線則是在同年9月14日通車。高雄捷運大多數捷運車站採地下化路線，不過紅線的橋頭火車站到世運站為高架車站，而紅線的岡山高醫站和橘線的大寮站則是地面車站設計。截至2012年7月28日，高雄捷運累積運量突破2億人次。
然而由於高雄捷運公司必須負擔巨額的折舊攤提及利息費用，使得營運5年以來嚴重虧損而多次瀕臨破產，最終在2012年9月函請高雄市政府修改合約內容。與此同時，高雄捷運公司也不斷嘗試創新行銷方式，希望透過不同行銷手法吸引各個族群，進而傳達高雄捷運相關訊息。例如在2014年3月時，高雄捷運公司便在兒童節前夕推出了《花生漫畫》彩繪列車，分別在紅線與橘線安排了一輛漆有史努比、查理·布朗、露西·潘貝魯特等角色的主題列車；除了在兒童節當天提供部分免費搭乘的活動優惠外，並且主題列車的行駛配合駁二藝術特區展示的「走進花生漫畫-SNOOPY 65週年巡迴特展」結束為止。同年12月時，高雄捷運公司則首次和臺灣著名插畫角色「爽爽貓」合作舉行「爽爽遊高雄」活動，並且於中央公園站、草衙站以及兩列高運量電聯車車廂上繪製相關圖文。
而在2014年之前，臺灣便陸陸續續開始推廣動漫文化和相關市場，許多活動和公眾人物也開始以Cosplay動漫角色的方式亮相。而臺灣企業與自身動漫產業相互合作的例子，包括有臺灣微軟分公司在2010年TechDays Taiwan活動上，發表為開發技術平臺Microsoft Silverlight推出的官方虛擬代言人角色藍澤光；除了之後作為活動宣傳企劃而獲得臺灣和日本地區廣泛回響外，還陸續提出了姐姐藍澤優、藍澤葵與藍澤玲的設定。臺灣鐵路管理局在後重新啟用進餐車廂時，在2節莒光號列車車廂外所彩繪的美少女痛車塗裝，並且還提出了車掌芮兒、廚師阿霞師、車勤服務員愛麗絲和桃樂絲等台灣鐵道少女人物設定。又或者是麥當勞臺灣分公司每年內部員工競賽時，則會安排Cosplay扮裝活動等等。

### 開始討論

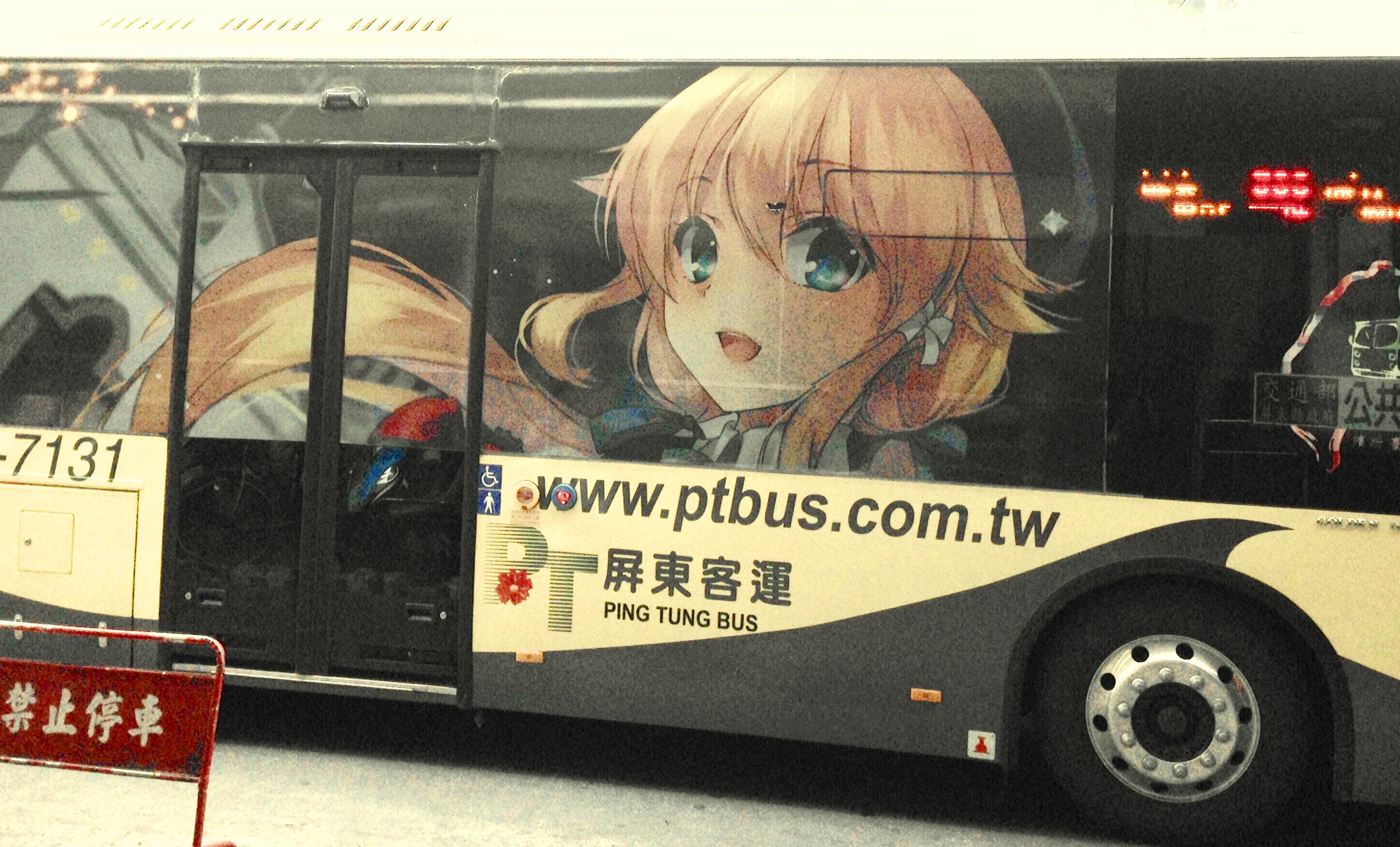
負責策畫高捷少女的Simon，過去便曾提出空氣少女、「絢櫻」等虛擬代言人企劃，圖為代言萬金聖誕季活動，屏東客運上的「迷路小瑪」。

整個企劃案是由曾經推出許多動漫行銷企劃的國立屏東科技大學動漫社的Simon在成為法人後，於2014年11月和其團隊所提案宣導的人物，並主動向高雄捷運公司提議合作。其中Simon在就讀國立屏東科技大學時，便計畫在臺灣各地推廣動漫元素宣傳之企劃。而在高捷少女企劃之前，Simon也曾經以策劃者身分從事多項企畫，主要負責合作單位以及角色繪師之間的溝通。這包括有國立屏東科技大學車輛工程系為了推動「宣導停等區內怠速熄火」概念，在中華民國教育部和行政院國家科學委員會補助下創造的角色空氣少女「艾兒（Air）」；與屏東縣政府觀光傳播處合作，為每年以萬金聖母聖殿為中心舉辦的聖誕慶典活動萬金聖誕季創造虛擬代言人「迷路小瑪」；以及與屏東縣政府和東港鎮漁會合作，為每年舉辦的東港黑鮪魚文化觀光季設計以櫻花蝦擬人而成的角色「絢櫻」等。
Simon向高雄捷運公司建議由其團隊為高雄捷運的工作人員設計原創虛擬人物，進而讓同一個角色成為高雄捷運所有宣傳看板、標語海報、活動文宣、宣導事項都會出現的角色，而連貫整個公司活動之形象。其中Simon向高雄捷運公司表示結合動漫的作法，將能夠增加高雄捷運的曝光率、話題性乃至於在Facebook社群上的關注度等。後者考量這般行銷做法能夠吸引年輕族群、進行搭乘宣導以及提升企業創新形象等因素後，認可為高雄捷運推出日本動漫風格的虛擬代言人計畫之可行性。而Simon之後表示，整個企畫案主要策略是與有名的大型單位合作，從事過去其不會進行的舉動，並且藉機創造話題。
自2014年10月16日雙方開始接洽後，Simon決定站務員「小穹」的人物設計主要由著名的臺灣pixiv繪師初夏負責，而漢揚則是設計相關海報。兩人花了1個月左右的時間提出虛擬代言人「小穹」的設計，並且對於角色身高、體重乃至於興趣給予設定，不過高捷少女一開始便定調並非高雄捷運的萌擬人化角色。由於初夏過去經常繪畫蘿莉風格的角色，使得「小穹」的人物草稿一開始胸部較為平坦。不過之後高雄捷運在看過草稿後主動提出，在尺度範圍內人物的胸部要更大、同時裙子的長度應該要更短。不過高雄捷運公司一開始對於「小穹」的臂章以及部分添加元素無法理解，對此Simon則向其反映說這些都是動漫角色的元素，如此能夠吸引更多動漫愛好者的注意。

### 後續發展

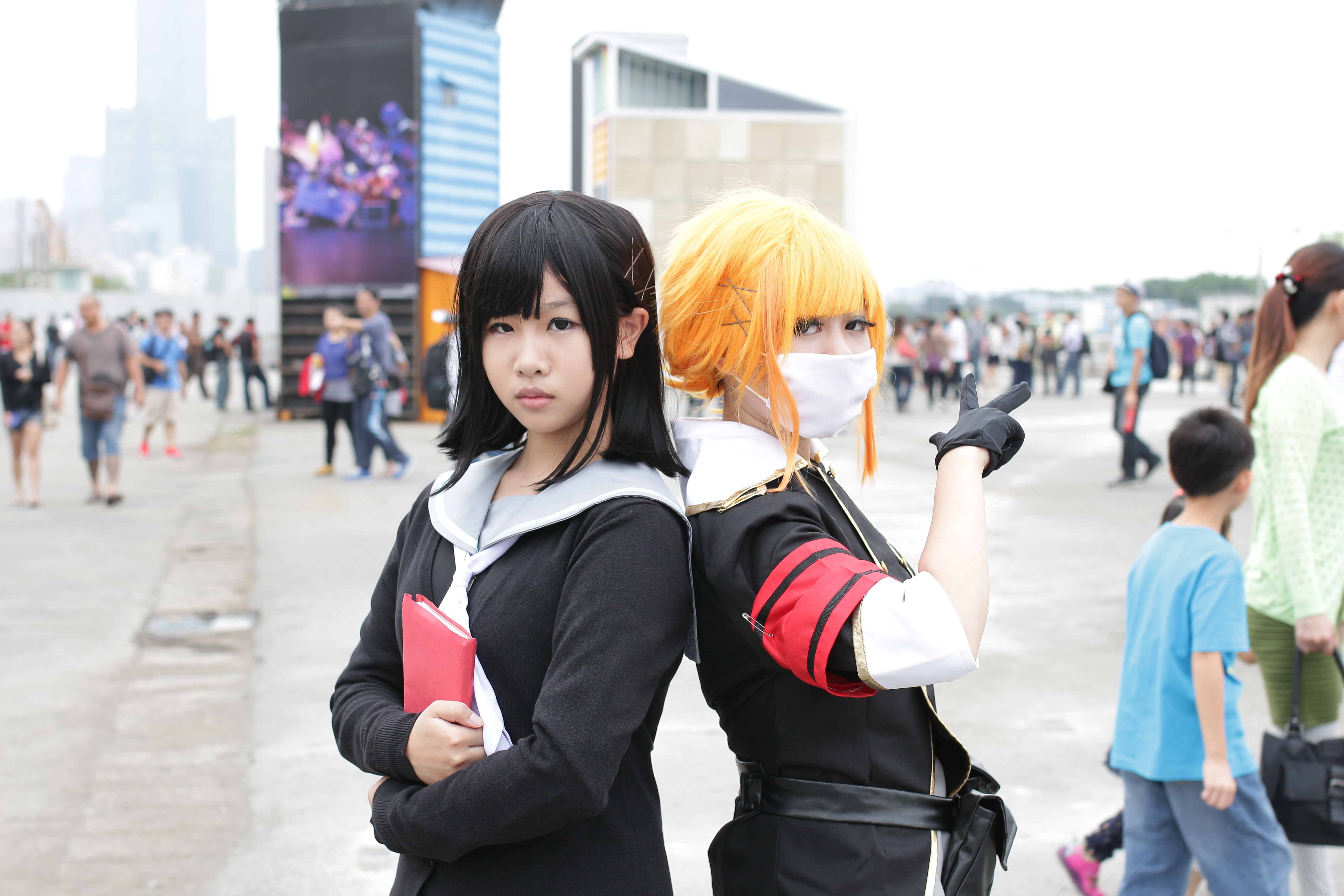
參與2014年駁二動漫祭的角色扮演者

高雄捷運公司邀請初夏和漢揚設計高捷少女和標語海報時，還計畫配合2014年駁二動漫祭。不過由於籌備時間太短，高捷少女整個企畫案並沒有Simon過去的「絢櫻」或者「迷路小瑪」完整，也因此在參與2014年駁二動漫祭時，原本只是計畫讓社會大眾知道有這角色計畫。不過在《蘋果日報》和東森新聞台等新聞媒體報導、以及網際網路的傳播後，仍然使得高捷少女這話題爆紅。之後由高雄捷運公司擔任主辦單位，以及Simon作為執行單位，共同推出《前進吧！高捷少女》計畫。該計畫中的設定背景為「這是一個關於在高捷服務的少女們，與來往的旅客所共譜出的日常物語」，內容主要以高雄捷運的業務人員為藍圖創作虛擬代言人。
Simon設想整個計畫將會依照「迷路小瑪」的模式，之後將會邀請其他不同繪畫風格的繪師參與這項計畫。而之後第二個高捷少女角色司機員「艾米莉亞」便是由另一名繪師緋華負責繪製，相關人物設定則是由Simon負責，職業作家明日葉則擔任人物設定顧問。其中原本「艾米莉亞」的人物設定是高雄捷運中央控制中心的車務人員，但後來為了方便認識而改為司機員。另外「艾米莉亞」在外觀設計上僅有內部襯衫參考高雄捷運的的正式制服，由Simon和緋華在經協調後另外在穿著上添加背心、帽子等配件。
在整個企畫案中，高雄捷運公司不排除後續推出其他虛擬代言人物，讓大眾更加了解捷運系統和各項業務屬性。而Simon表示由於不希望高雄捷運共38個車站中會出現一樣的人形立牌或者角色，因此計畫都能夠個別設立出專屬於各個捷運車站的虛擬代言人角色形象。但是由於每年12月是許多同人活動舉辦時間，使得企畫團隊找到可以合作的簽約繪師較為困難，因此整體計劃被迫往後延。儘管一開始由於企畫案算是公益性質，因此並沒有馬上設定要推出相關商品販售。不過之後高雄捷運公司表示為了增加營業收入，將持續觀察市場條件、消費需求以及粉絲意見後，評估是否推出並且販售相關商品之可行性。另外Simon也向高雄捷運公司提議是否要舉辦素人徵選，來為高捷少女提供配音。不過由於擔心可能會破壞角色形象，因此高雄捷運公司並不希望由官方邀請專業的cosplay工作者扮演人物（部分活動還是有邀請專業的cosplay工作者扮演人物）。

## 角色

### 一期角色

#### 小穹

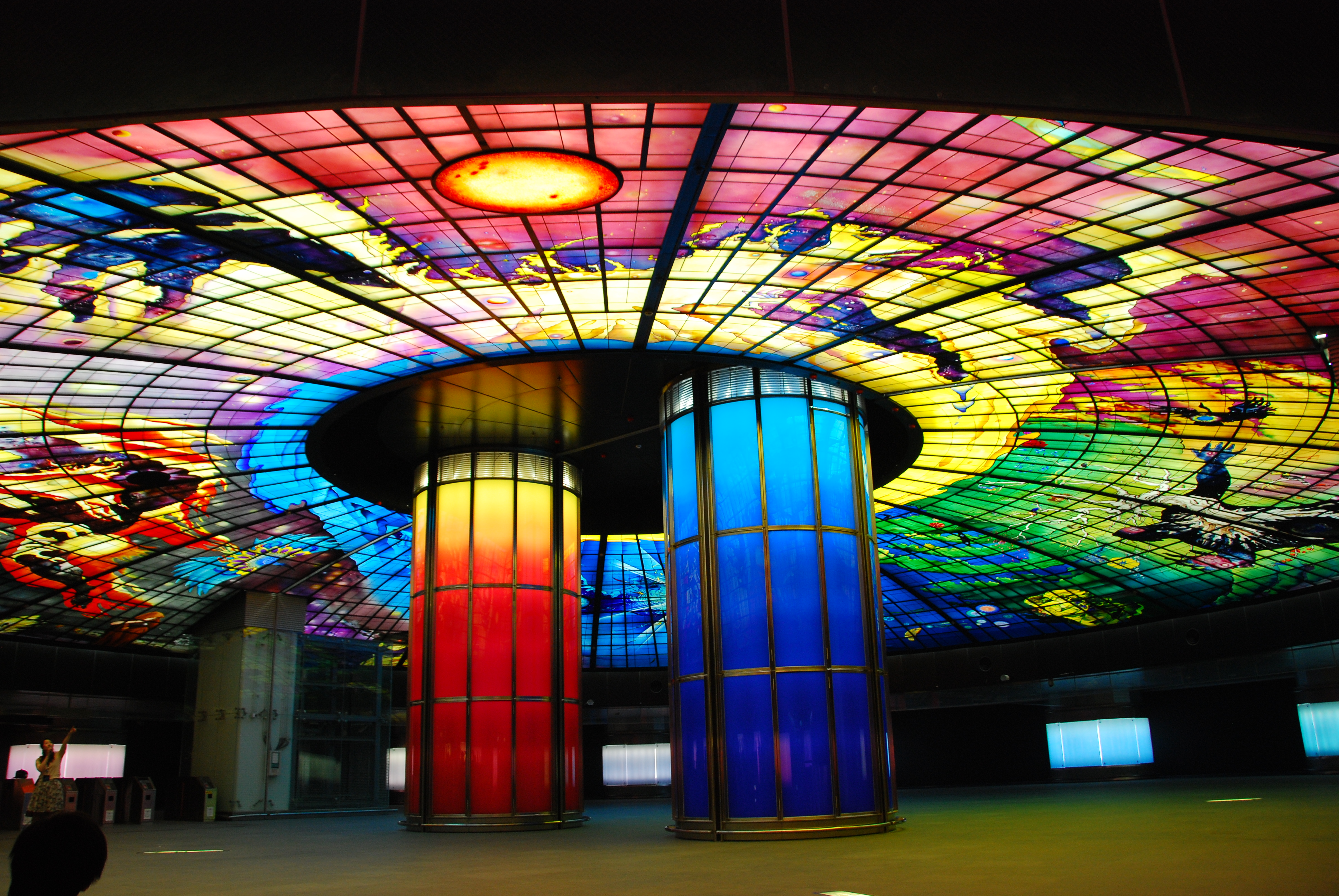
站務員「小穹」的髮飾取採材自美麗島站地標「光之穹頂」。

站務員「小穹（Sora）」是高捷少女計畫第一個推出的虛擬代言人，命名和髮飾來自於美麗島站地標「光之穹頂」。其中美麗島站也因為「光之穹頂」設計，先是在2011年時被地鐵資訊網站「Metrobits.org」視為全世界50個最美麗的地鐵站之一，在2012年時更被美國旅遊網站「BootsnAll」評選為全世界最美麗的地鐵站第二名，僅次於加拿大蒙特利爾的戰神廣場站。
「小穹」的角色設定身高163公分、體重則是45.625公斤，生日10月16日，星座與血型分別是天秤座與B型。其外表有著黑色長髮，主要穿著高雄捷運的藍綠色和白色設計的站務員制服、搭配迷你裙，衣服上的設計包括藍綠色的領口玫瑰和領口滾邊，另外在左手臂掛上高雄捷運標誌章。在「小穹」的背景設定中，她喜歡的公共藝術是美麗島站的「光之穹頂」，甚至每天通勤經過美麗島站是其繼續在高雄捷運工作的最大動力。
另外在人物設定中，她也喜歡浪漫而美好的事物、充滿人文氣息的環境和從事人文相關活動，尤其是本土文化與現代文學創作。在人物外表上雖然看似家庭條件優越的大小姐「高嶺之花」，但是遇到感興趣的事情就會變得相當主動。私底下是個善於交際且平易近人的女孩，但是討厭不衛生以及在捷運車站內飲食的人。她於大學中文系畢業後，原本希望能夠進入出版社或文化局工作，並因而搬到高雄市；但是在被美麗島站的「光之穹頂」設計震撼後，最終選擇進入高雄捷運公司工作。

#### 艾米莉亞

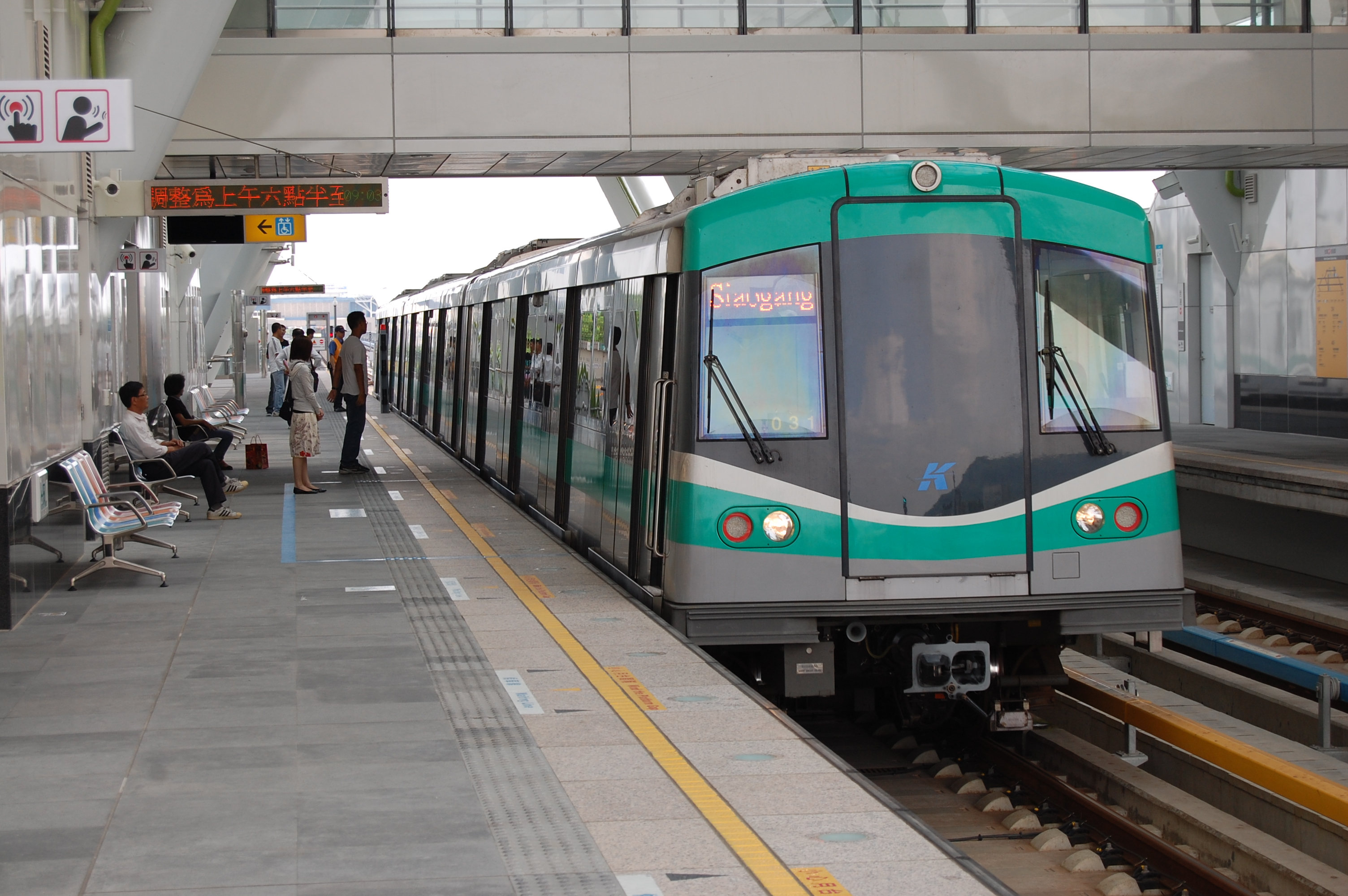
司機員「艾米莉亞」的血緣取自德製高雄捷運高運量電聯車。

司機員「艾米莉亞（Emilia）」是高捷少女計畫的第二個推出的虛擬代言人，其瀏海髮飾的紅橘兩種顏色象徵高雄捷運營運中的系統分成高雄捷運紅線與高雄捷運橘線；而具有德國血統則是為了象徵德國西門子公司奧地利廠組裝製造的高雄捷運高運量電聯車車廂，後者也是高雄捷運系統中最早使用的載運車輛。「艾米莉亞」的角色設定身高159.45公分、體重則是42公斤，生日11月14日，星座與血型分別是天蠍座與A型。由於本身是臺德混血血統，其外表擁有一頭綁著雙馬尾的金髮，並且還有一根呆毛。主要穿著高雄捷運白色的司機員襯衫制服以及深藍色設計的套裝，搭配迷你裙和黑色絲襪。
在「艾米莉亞」的背景設定中提到其外表顯得冷靜沉穩，因為精通機械操作而選擇擔任司機員工作。她平時擁有敏銳的洞察力，常常在問題發生前就能夠將事情解決。同時她還信奉著科學主義，對於科學無法解釋的事物會選擇一律無視。因為喜歡出遊並探索新事物的緣故，因此每次自高雄捷運公司放假之餘會選擇出國旅行；對於每次前往高雄國際機場準備搭機前，在經過高雄國際機場站設置的藝術作品「凝聚的綠寶石」時有著特別感情。私底下她對於自己僅有159.45公分的身高有點在意，並且討厭跟其他人談論此事，同時也不喜歡被比自己高的人擋住前方視線。

#### 婕兒

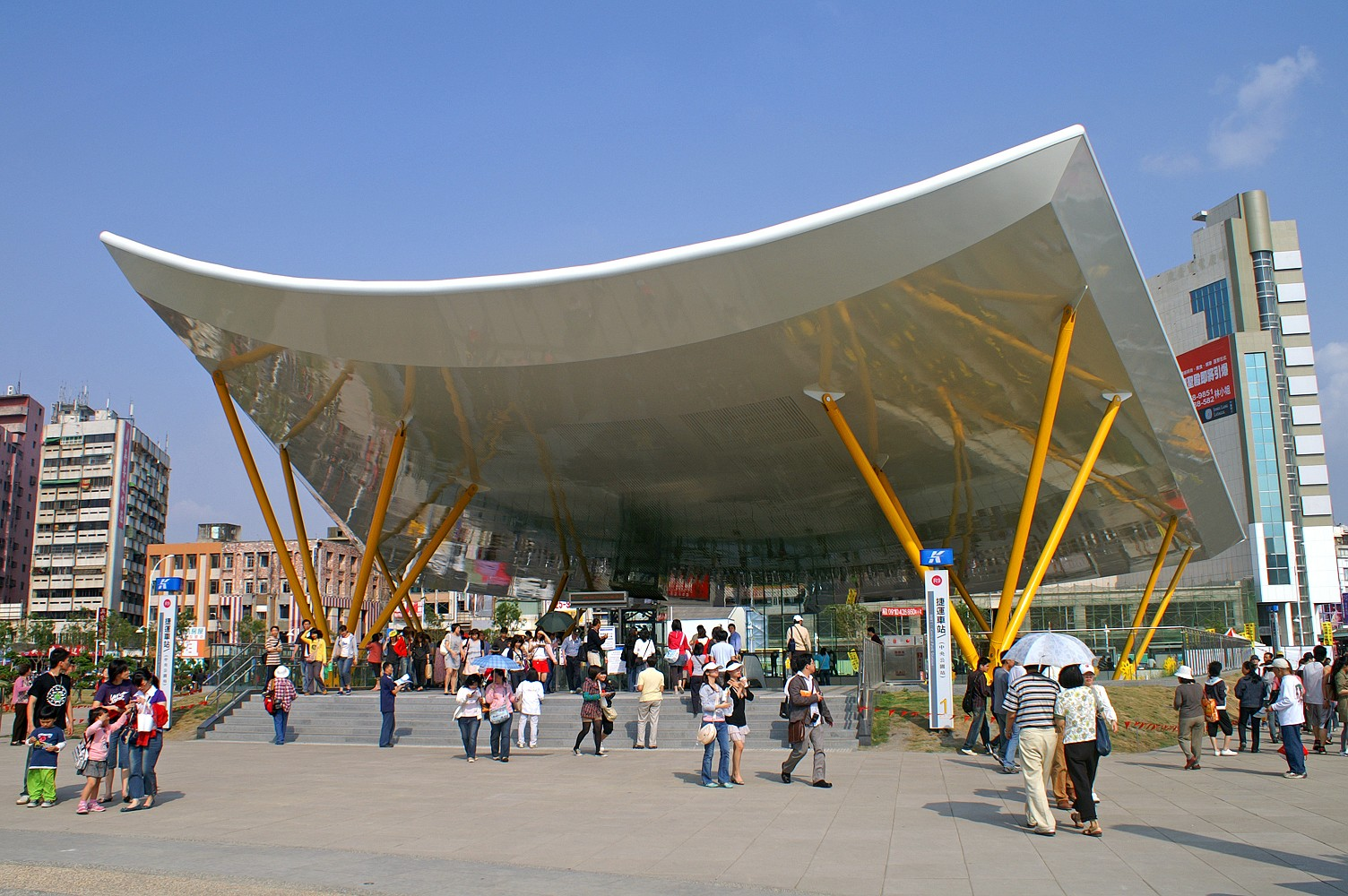
婕兒的工具袋的名字與中央公園站的雨庇同名。

維修工程師「婕兒（Ann）」是高捷少女計畫第三個推出的虛擬代言人，其工具袋參考了中央公園站的站體藝術《飛揚》雨庇。該雨庇與「光之穹頂」一樣名列在「Metrobits.org」評選的全世界50個最美麗的地鐵站之中，而在「BootsnAll」評選的全世界最美麗的地鐵站排行榜上中央公園站則排行第四名，排在瑞典斯德哥爾摩的地鐵中央站之後。「婕兒」的角色設定身高145公分、體重則是39公斤，生日2月6日，星座與血型分別是水瓶座與O型。其外表有著一頭齊肩的棕髮，另外亦有一螺圈形髮夾束著她左邊的頭髮。主要穿著橙色的高領短裙和藍色的夾克，腳上則是套上白色長襪。
在「婕兒」的人物設定中提到其個性善解人意並重視朋友，說話有點大舌頭，會吐槽「小穹」等人的行為。因為外表的關係使得她經常被其他人視為小孩子看待，但是遇到困難時仍然能理性沉著的應對各種問題。而身為高捷少女中身材最嬌小的成員，「婕兒」可以敏捷地穿梭在各種環境與大型機械中維修。另外她的夾克裡亦藏著各式各樣的維修工具，其中她的座右銘為：「身為一名專業的維修工程師，隨身攜帶扳手也是理所當然的。」除此之外，設定亦提到「婕兒」喜歡高雄捷運工作人員與乘客的滿足笑容，但討厭不注重安全的人。

#### 耐耐
客服員「耐耐（Nana）」是高捷少女計畫第四個推出的虛擬代言人，「耐耐」的角色設定身高161公分、體重則是43公斤，生日5月23日，星座與血型分別是雙子座與AB型。其外表有著一頭束單馬尾的及胸銀髮，頭帶一個會隨著心情好壞而變色且可偵測網路訊號、配備麥克風的耳機。主要穿著高雄捷運的客服員襯衫制服以及寶藍色的套裝制服外套，搭配迷你裙，腳上則是穿上黑色有兔子圖案的膝襪（偽膝上襪）。但Riv一開始繪畫的「耐耐」印象圖速寫是把耳機設計成貓耳的，但Riv認為不太適合她個性而把它改掉。襪子方面則原本是吊帶襪，但Riv覺得這樣過於性感所以把它改成兔子及膝襪。之後Riv進行多次的小幅修改，最後成了現在的樣子。
在耐耐的人物設定中提到她聲音清澈甜美，學生時代就讀音樂班，曾參加知名歌唱比賽入圍，後因個性因素而選擇離開螢光幕，不過私底下是相當活躍的網路歌手。選擇擔任高捷客服員也是為了希望能讓更多人聽見自己的聲音，至今還沒有一位客人能不被耐耐的嗓音所安撫，有著「客服部王牌」的稱號。耐耐表面上是渾然天成的大家閨秀，另一面卻是擅長搜集情報的「情報通」。她與其它部門的小穹、艾米莉亞和婕兒等人關係良好，甚至掌握著許多連當事人自己都不自覺的秘密。她的座右銘為：「你如果再繼續不聽勸告，我就只好把你的祕密說出來了（笑）」。另外在「耐耐」的設定中提到她喜歡音樂和願意傾聽自己聲音的人，但她有著輕微的恐見人症，所以有點討厭接近人群。

### 二期角色

#### 小祈

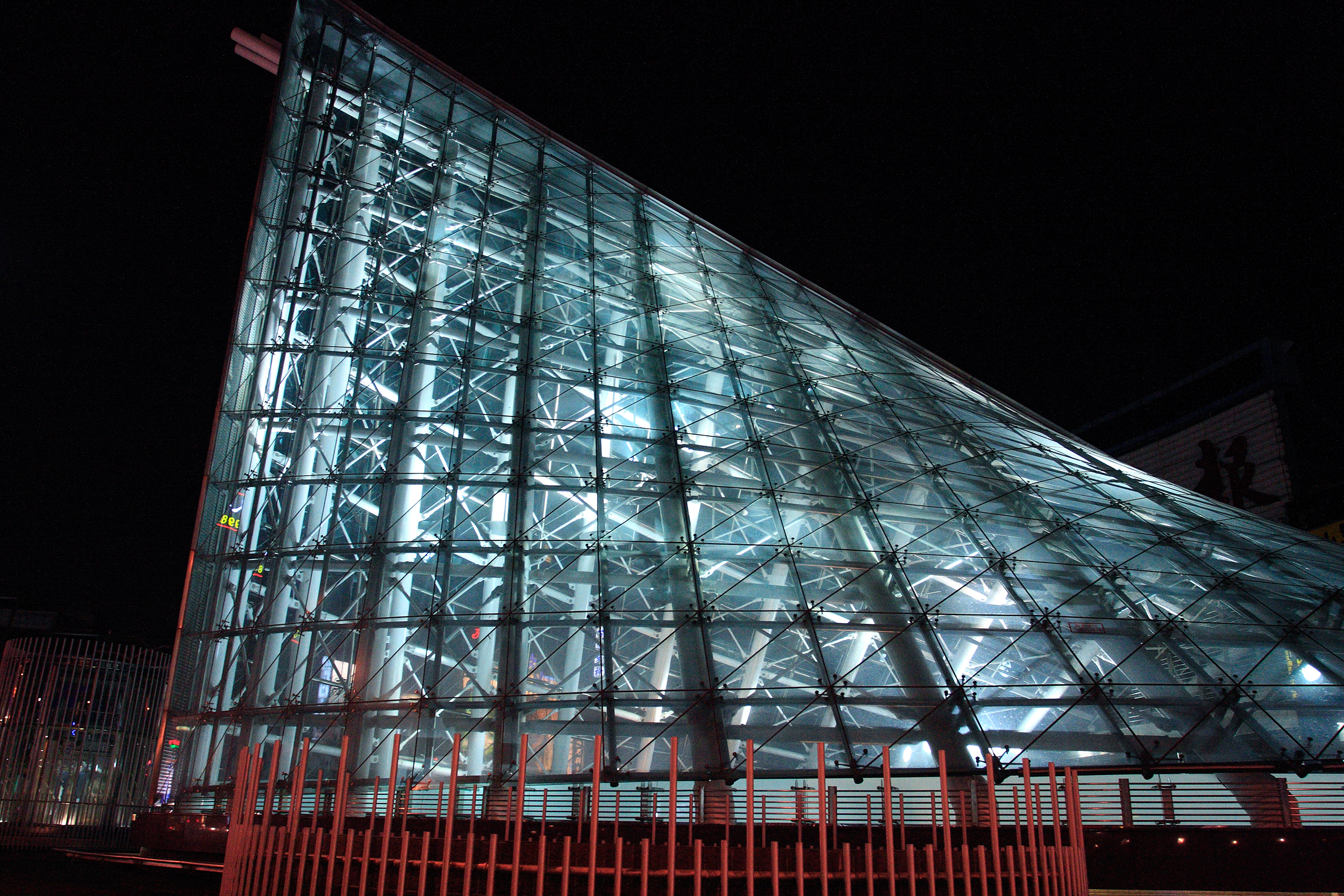
站務員「小祈」的髮飾取材自美麗島站出口的藝術「祈禱」。

站務員「小祈（Jeanne）」，是高捷少女二期新生計畫首個推出的虛擬代言人，她的名字和髮飾參考了美麗島站四個出口的藝術「祈禱」，其「上任」後的第一項工作是為高捷與「Hami書城」合作的線上閱讀計劃代言。「小祈」的角色設定身高165公分、體重則是48公斤，生日4月1日，星座與血型分別是白羊座與AB型。其外表有著一頭及腰的淡金色長髮，穿著與小穹一樣設計的站務員制服和迷你裙，不同的是小穹穿的是黑色的高跟鞋，而「小祈」則是藍色。
在「小祈」的背景設定中提到其個性不苟言笑，且具有排除萬難的勇氣，心裡亦希望透過成為站務員以加深與他人的互動。她喜歡友善的人們和可愛的東西，討厭先入為主只看表面的人。「小祈」平時有著有如猛禽般銳利的眼神，但與表面不同的是其對交朋友這件事非常憧憬。她看到小穹的海報後決定加入高雄捷運，希望成為像她一樣既美麗又受人喜愛的站務員，同時實現與陌生人也能成為朋友的心願。另外其座右銘為：「只要能讓大家不再害怕我，我什麼都願意做」！談到設計該角色遇到過什麼困難的時候，畫師初夏表示因為「小祈」是「小穹」後輩的關係，而要把前者設計成有後者的影子，但又要有明顯的區別，同時髮飾亦要表露出「祈禱」在夜晚時的「絢爛模樣」。

#### 飛兒

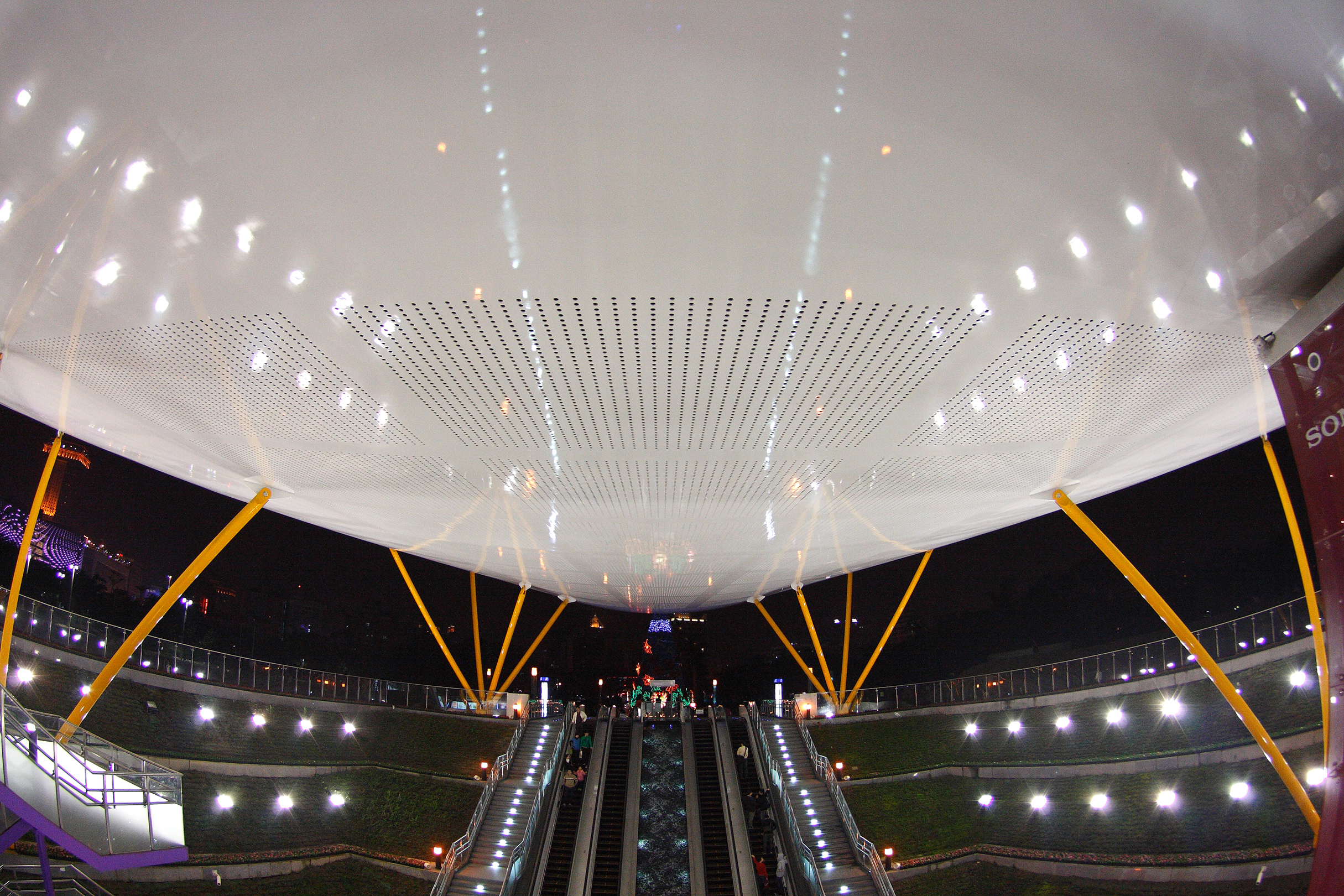
司機員「飛兒」的胸飾部分取材自中央公園站底部的橘色支柱。

司機員「飛兒（Wind）」，是高捷少女二期新生計畫第2個推出的虛擬代言人，於「2018 OPEN!大氣球遊行」亮相。名字參考了中央公園站的公共藝術「飛揚」，胸飾的緞帶與主體的結構靈感則來自「飛揚」底部的橘色支柱撐起自下向上望去如水晶般的底部。此外鏈條與紅線藍線隱喻著其中一幅蕭勤大師創作的公共藝術「宇宙生命力」。「飛兒」的角色設定身高145公分、體重則是38公斤，生日7月23日，星座與血型分別是巨蟹/獅子座與O型，其外表有著一頭及腰的紫色長髮，穿著深藍色的澎澎裙，在外披上海軍藍色的司機員套裝，腳上則套著白色長襪。畫師Riv一開始想循著「雙馬尾寬鬆外套」的方向設計「飛兒」，但後來因為高捷少女已經有太多雙馬尾角色和與文字介紹的氣質不符而摒棄，也因如此他把氣質調整成較天真單純的千金小姐。同時Riv也希望「飛兒」可以透過和其他角色的互動表現出不同於外表心思細膩溫柔的一面。
在「飛兒」的背景設定中提到其個性敏銳、不畏艱難、善於照顧人，只要確立目標便會積極行動。她喜歡真心誠意的人，討厭虛假偽善的人。年幼時曾與家人旅居國外，形成了外向而不怕生的個性，由於待人真誠，身邊亦有許多好友。雖然外表嬌小，但卻有著非一般的勇氣，不同於活潑開朗的外表，有著細膩的心思，能察覺他人的內心，因此是少數能看出「小祈」冰冷的外表下，其實為渴望與人深交的少女。其座右銘為：「真誠待人不一定能獲得回報，卻能看出一個人的真假」。

#### 安琪
客服員「安琪（Angela）」，是高捷少女二期新生計畫第3個推出的虛擬代言人，並在高雄捷運2019年情人節活動時登場。設計意象來自凱旋站。「安琪」的角色設定，身高159cm，體重43kg，血型B型，為11月11日出生的天蠍座。其外表有著一頭及肩紅髮，綁著雙馬尾，頭上有兩個翅膀髮夾，雙眼為左黃右藍的異色瞳。與耐耐一樣主要穿著高雄捷運的客服員襯衫制服，但不同的是前者身穿淺藍色的迷你裙和兔子圖案的膝襪，「安琪」則是海軍藍色帶蕾絲的短裙和同色的長襪。
在「安琪」的背景設定中提到其喜歡占星術與塔羅牌，討厭過度理性的人。她從小就有著各種天馬行空的幻想，好比沒去過西班牙的巴塞隆納，卻自認是從凱旋門召喚出的天使。雙親希望她變得成熟，卻因為其天生的中二病陷入矛盾。父母原以為她長大後會自然解決，沒想到幻想的習慣還是改不掉，於是要求她成為客服員，希望透過面對重要的用戶來改掉不成熟的幻想用詞。然而有趣的應答方式總能化解客人的怒氣並解決問題，因此在長官的大力讚許下，「安琪」的幻想用詞不僅沒有改善的跡象，反而變本加厲。對眼神不善的「小祈」有著莫名的好感，懼怕大家的好朋友「飛兒」。其座右銘為：「每個人都是落入凡間的天使，我只是想用自己的方式找回翅膀」。

#### 小夕
研發中心工程師「小夕（Lucy）」，是高捷少女二期新生計畫第4個推出的虛擬代言人，於2019年4月20日（高捷釋出高捷少女與初音未來的合作訊息）亮相。設計意象來自西子灣站。「小夕」的角色設定，身高150cm，體重42kg，血型A型，為2月15日出生的水瓶座。其外表擁有一頭用藍色緞帶綁著雙馬尾的金髮，有一根呆毛，主要穿著淺藍色的工程師制服以及實驗服，腳上則穿著黑色絲襪和兔耳厚鬆糕鞋。
在「小夕」的背景設定提到其喜歡科學期刊、文學作品和夕陽，討厭過於不成熟的人。雖然有著洋娃娃般的外表，實際上是智商超過140的天才工程師。擁有看穿事物本質的能力，善於讓周圍的事情按部就班的進行，除了應對某位自稱「天使」的同事（安琪）。她為維持自己舒適圈的完美與和諧，黁把對方教育成正常人成為了她的短期目標之一，並相信任何逆境都只是人生的挑戰，終將有辦法克服。其座右銘為：「夕陽不僅美麗，更提醒著我們要發光到最後一刻」。

## 活動

### 首次公開

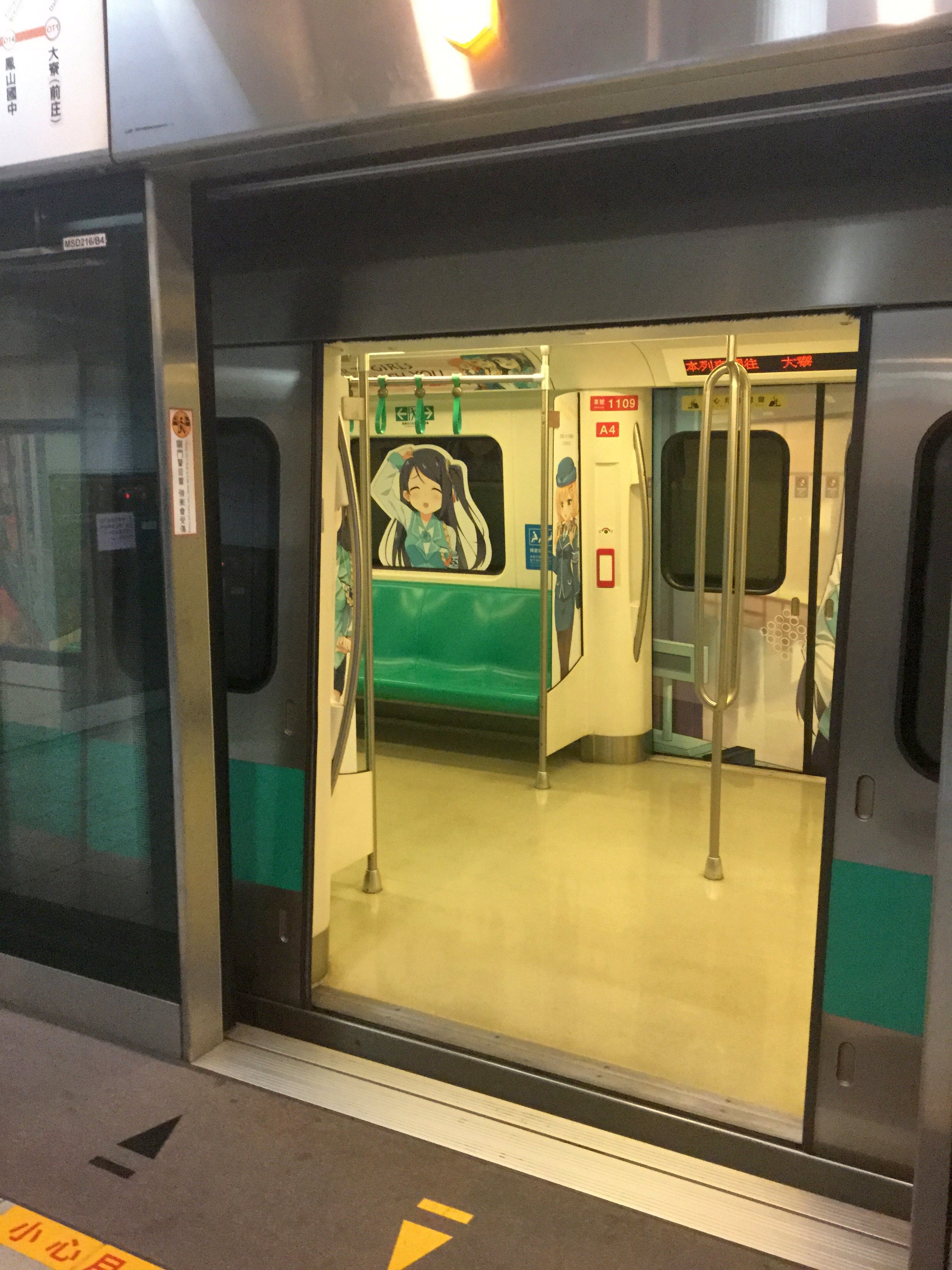
高捷橘線電聯車（2015年）

2014年11月15日至11月16日，高雄捷運公司在高雄市政府文化局於駁二藝術特區所舉辦的2014年駁二動漫祭上，首度對外發表角色「小穹」。其中，高雄捷運公司在活動主要的出入口鹽埕埔站內設置由初夏繪製的小穹人形宣傳看板，供民眾合影；另外，在高雄捷運各車站內的禁止飲食等告示牌上也改以漢揚繪製的小穹作為代言人，並且用日本漫畫的形式來取代原本制式的文字海報。原本計畫看似只有在駁二動漫祭期間舉辦的限定活動，卻意外引起不少搭乘高雄捷運列車前往駁二藝術特區看展的民眾迴響。而高雄捷運在其Facebook粉絲專頁中放上於鹽程埔站安置的看板照後，也立刻引來許多動漫愛好者與網友討論。另外Simon用手機隨意拍攝的海報照片，放在噗浪之後也馬上獲得大量轉載，甚至在日本網站引起討論。
在11月17日，高雄捷運特別在Facebook粉絲專頁上以「小穹」的名義向愛好者問候，以擬人的方式提到目前在高雄捷運鹽埕埔站服務，主要工作是指引旅客正確行經方向，並且提醒乘客們搭車禮儀。而在文末更感性的對愛好者提到：「如果期待與我相遇，邀請你搭上捷運列車前往鹽埕埔站，把最美好的景點風光與我分享。我 在這裡 等你。」這篇文章發表後，隨即吸引許多網友分享和留言。之後高雄捷運更推出到11月20日為止，在Facebook官方頁面留言分享後可以參與抽獎活動。到了11月20日，高雄捷運公司則為此在Facebook上成立的「前進吧！高捷少女」粉絲團，並且公布「小穹」的相關人物設定。其中粉絲頁在1天內便有11,000名網友按讚，粉絲人數也很快就逼近3萬人，更於2019年4月突破10萬大關。

### 推廣活動
繼推出站務員設定的「小穹」、並且將相關人物的宣傳海報與警告標語張貼在高雄捷運許多車站後，高雄捷運公司則在11月22日宣布將會推出第二位角色，並且由繪師緋華負責人物設計。11月29日時，高雄捷運公司正式公布第二位高捷少女為虛擬司機員「艾米莉亞」，其人型看板隨後也進駐至高雄捷運的凱旋站。在12月5日至12月19日期間，高雄捷運公司和凱旋國際觀光夜市合作，配合後者舉辦的Cosplay動漫日活動而推出與高捷少女看板娘合照、並且上傳Facebook後可換凱旋國際觀光夜市優惠的活動。

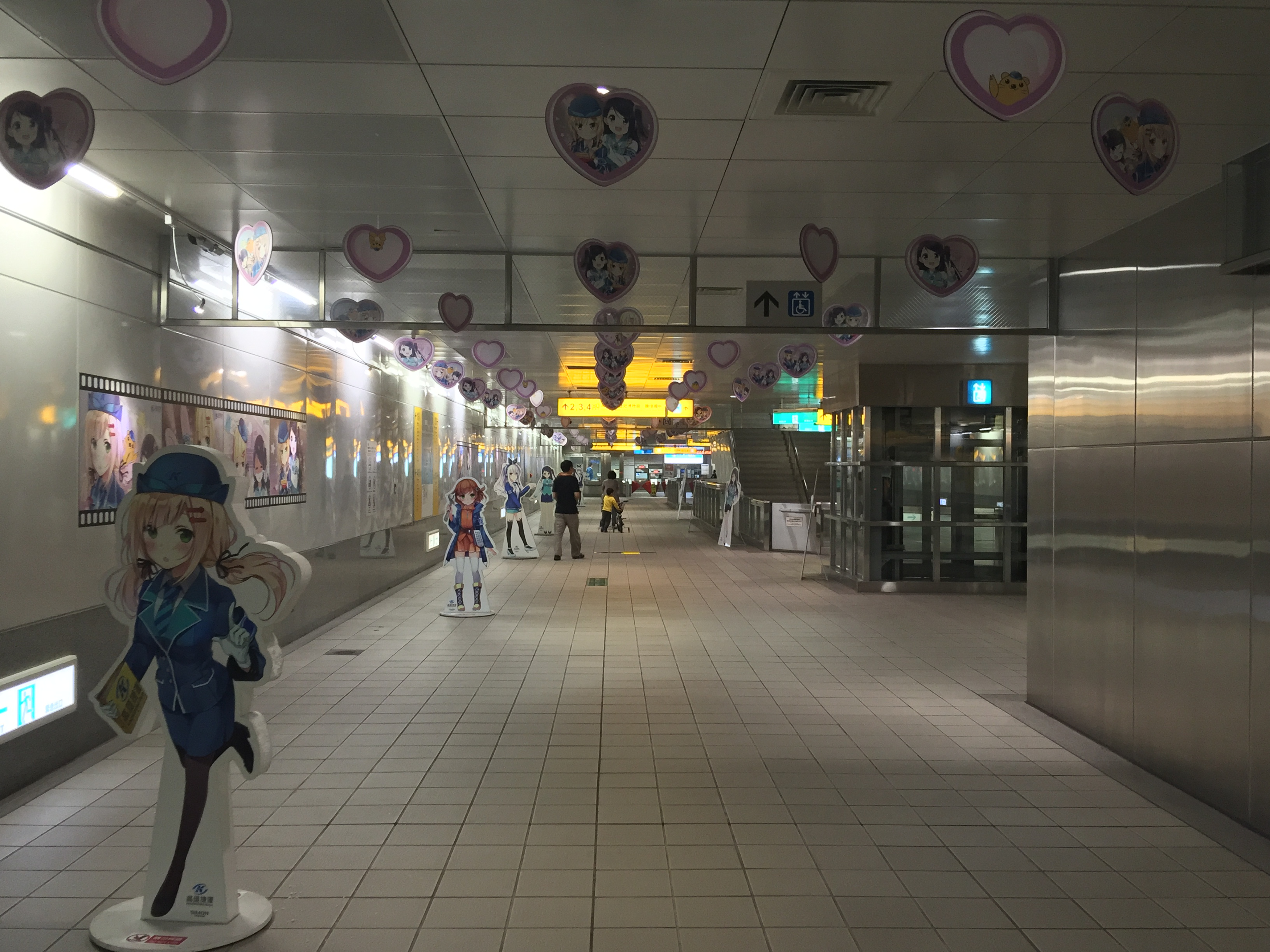
鹽埕埔站內常設的高捷少女裝飾。

同年12月20日至12月21日在高雄市立社會教育館舉辦的台灣同人誌販售會高雄場，高雄捷運公司配合多元行銷和服務民眾方針而繼續在高雄捷運鹽埕埔站和凱旋站設置人形看板，供民眾合影。另外在活動首日上午9時同人誌販售會開場前，則在小港站舉辦「高捷少女擬跨見面會，邀你一起搭捷運」，贈送3百份限量的高捷少女紀念禮物。其中高雄捷運公司為此設計了鑰匙圈與限量海報，並且吸引700多名民眾參與這次活動。之後高雄捷運公司除了在美麗島站上也設置「小穹」的人行站牌，不少高雄捷運相關活動都以高捷少女作為代言人，或者是因應節慶的賀圖等等。除此之外，在高雄國際機場也安置了裝飾有「小穹」的燈箱。
而在2015年臺北市花博公園爭艷館舉辦的第25屆開拓動漫祭上，Simon則和創力公司合作共同擺設攤位，其中將Simon推出的「絢櫻」、「迷路小瑪」、「小穹」、「艾米利亞」以及VOICEMITH推出的夏語遙為主要攤位內容。除了邀請繪師初夏與緋華舉行聯合簽名會外，並且還首次提供販售高捷少女的相關商品，這包括有全彩畫集、吊飾、悠遊卡卡貼、塑膠海報、L型文件夾、賀卡與手提袋等。到了2月11日，高雄捷運公司在Facebook頁面上宣佈將舉行「高捷甜心邀您甜蜜合影」抽獎活動，同時亦發放了一位新角色的半身圖。2月14日活動宣告結束後，高雄捷運公司正式公佈由繪師小啾繪製的新角色「婕兒」的資料，而其人形看版則在活動期間先行設置。

### 出版計畫

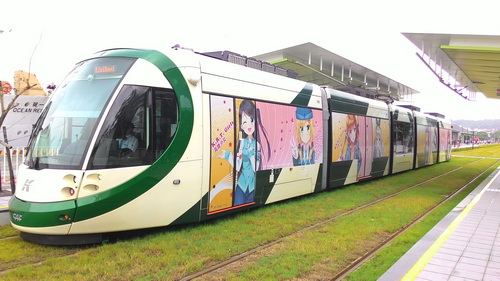
高捷少女彩繪輕軌電聯車（2017年）

2015年6月5日，高捷少女的Facebook官方專頁上確認將以高捷少女為題材撰寫輕小說化，由「啞鳴」、「陽炎」編寫故事以及由「Kaworu」負責插畫的《前進吧！！高捷少女 日常》，出版社為尖端出版，並在同年8月6日於臺北市漫畫博覽會首度發售。同年7月23日，高捷少女的Facebook官方專頁公佈了一個新角色的圖片，之後又陸續在25日、28日和30日發放其他外表細節。在發放第四張細節圖片的隔天（7月31日），高雄捷運在美麗島站舉辦「2015夏戀高捷動漫季」時正式公佈由繪師Riv繪製的新角色「耐耐」的資料，同時也宣佈高捷少女痛列車啟用與高捷少女受到日本GA文庫出版商、索尼遊戲行銷商高度關注及肯定的消息。
而在公佈消息的隔天，高捷少女的Facebook官方專頁發放了小穹的形象歌曲「下一站．與你」，而完整版則在8月6日公開。2015年8月12日，GA文庫在官方博客中宣佈將推出高捷少女的日文原創輕小說，由臺灣出身的三木奈沙著作，初夏負責插畫，並於同年9月開始連載。同年11月20日，高捷少女的Facebook官方專頁透露Simon所屬的希萌創意與遊戲社團NarratoR合作，推出遊戲《前進吧！！高捷少女 Initiating Station》，發行日為於2016年1月30日至31日舉行的第27屆開拓動漫祭。2016年4月7日，推出第二部輕小說《前進吧！！高捷少女 音躍》，由「陽炎」和「甜咖啡」編寫故事，並由Riv負責插畫，出版社為尖端出版。同年5月19日，GA文庫的日文原創輕小說《前進吧！高捷少女 高雄蔚藍之天》連載正式開始。2016年9月，以高捷少女為主軸的手機遊戲《高捷戀旅》在iOS和Android平台上發布。第三部輕小說《前進吧！！高捷少女 禮贈》於2017年2月2日至2月6日的台北國際動漫節首先公開發售，作者是「桐真」、「青次方」，插畫家則是「SIBYL」，出版社同為尖端出版。同月希萌創意亦發放由Hoskey製作的艾米莉亞形象曲「未完成START」和婕兒的形象曲「Recharge!」。2018年1月27日，耐耐的角色形象歌曲「約定，別說再見」公開。

### 二期計畫

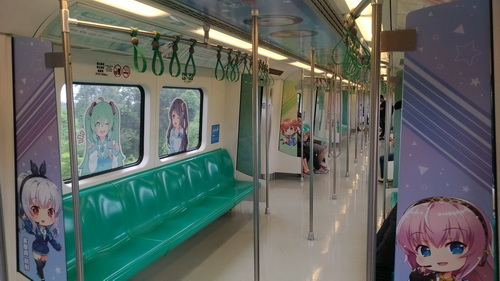
高捷紅線「高捷少女」X「初音未來」痛車（2019年）

2018年4月1日，高捷少女FB專頁公佈即將推出二期角色的消息；並在9月8日公佈四位二期角色將在同年底至明年初陸續公開，而該四位角色則分別由初夏、Riv、迷子燒和孟達擔當人物設計。21日後，高雄捷運公司正式公布首位高捷少女二期新生，虛擬站務員「小祈」。推出後她首先會代言在高捷和輕軌雙系統通用的免費電子書，而閱讀恰巧是「小祈」的興趣。同年12月15日，統一夢時代購物中心於時代大道舉行的「2018 OPEN!大氣球遊行」上，高雄捷運公司正式公開第2名二期新生、司機員「飛兒」的形象。
2019年2月16日，高雄捷運公司於2019年西洋情人節活動中正式推出第3名二期新生、客服員「安琪」的形象。同年4月20日，高雄捷運與克理普敦未來媒體的角色主唱系列聯動，第一波企劃會在高雄捷運38個車站內張貼9款聯名海報；與此同時，官方公佈二期計畫最後一個角色「小夕」的形象。
2020年1月，高雄捷運公司與王道商業銀行合作推出賀歲福袋「2020高捷少女新春福袋」，是雙方首次合作；同月18日，在台北市忠孝東路四段王道商業銀行忠孝敦化分行舉辦台北首賣會，來賓為初夏與「長笛姐姐」曹力文（cosplay艾米莉亞）；同月25日，在高雄車站地下三樓舉辦高雄首賣會。

## 影響

### 人物評價

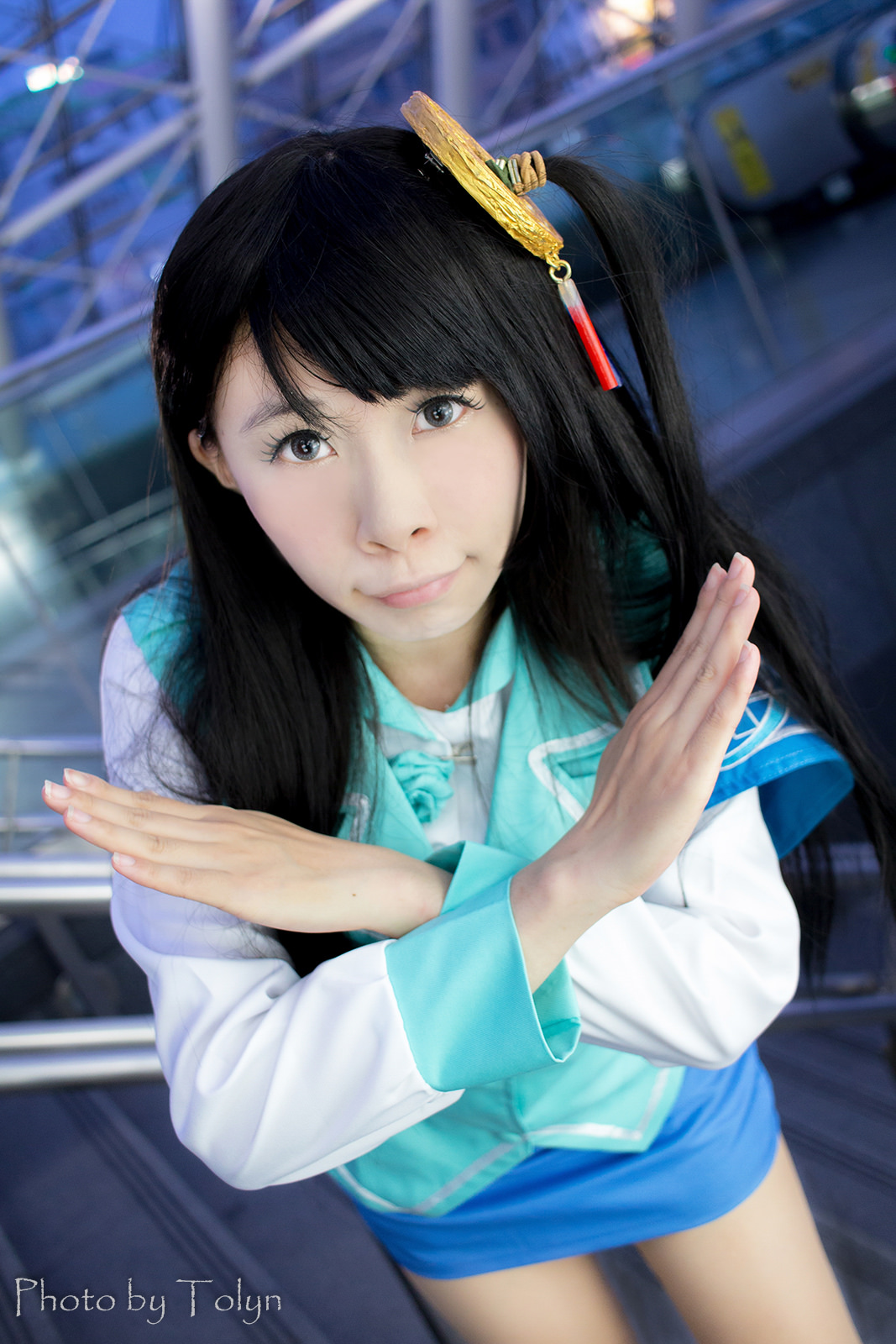
一名扮演站務員「小穹」的Cosplayer。

在站務員「小穹」和司機員「艾米莉亞」推出後，也引發網際網路對於虛擬代言人的熱烈且正面討論，並且認為台北捷運應該盡早檢討跟進。其中2位虛擬代言人首次於高雄捷運粉絲團發表後隨即獲得許多正面回應，單日人氣最高便衝破4,000個好評，而截至12月20日為止已經累計36,000多個讚聲。對於虛擬代言人推出並且在捷運車站內的相關標語和海報上出現，部分網友評論表示臺灣南部不少景點或是服務都以萌擬人化的方式，透過其可愛的外表和具代表性的風格來吸引社會大眾更多目光，其中又以年輕族群為主。除了象徵高雄捷運的高捷少女「小穹」和「艾米莉亞」外，還包括有國立屏東科技大學為宣傳怠速熄火的空氣少女、屏東縣萬金聖母聖殿擬人化的「迷路小瑪」、東港鎮櫻花蝦擬人化的「絢櫻」等創意代言人，甚至有評論稱其為「四巨頭」。
RocketNews24記者在報導中提到，許多動漫人物因為採用了萌系的美少女設計，使得角色形象呈現出非寫實的萌風格。然而「小穹」在人物設計上，眼睛部分便理想地呈現出少女的樣貌，並且又適當融入真人造型，因此能傳達溫和的形象並且給人極高的好感度。而「艾米莉亞」推出之後，其金髮、碧眼和雙馬尾的模樣也隨即引起網友興趣，甚至連日本貼圖討論版雙葉頻道也有相關討論。其中由於腳上穿著黑色絲襪以及整體服裝採較為沉穩的設計，使得「艾米莉亞」被評論為具有「可靠大姊姊」的性格。但儘管站務員「小穹」和司機員「艾米莉亞」在穿著設計都是迷你裙，不過實際上高雄捷運公司工作人員並不會如此穿著；而「艾米莉亞」的服裝以及駕駛帽，也與高雄捷運公司的司機員有所差異。
不過「小穹」發表後也引起其人物設計和其他已經發表過的黑色長髮角色十分相近的討論，也有人認為「艾米莉亞」的人物造型與動畫《魔法少女小圓》裡的角色巴麻美，或者是遊戲《艦隊收藏》裡的角色愛宕十分相近。對此策畫者Simon表示萌元素範圍也大概如此，也因此受歡迎的屬性的重疊難以避免。不過在設計角色時會避免單純只依照萌元素為主，而是盡可能添加與合作單位有所關係、角色獨有的外觀設計，這包括「小穹」參考美麗島站「光之穹頂」的髮飾、以及「艾米莉亞」參考高雄捷運特性的裝飾等。

### 發展狀況
高雄捷運公司表示，高捷少女計畫是所有臺灣鐵道業者中第一個結合圖像式溝通、設計萌系虛擬代言人的行銷方式。在2014年11月15日舉辦高雄駁二動漫祭時，高雄捷運配合活動舉辦在捷運車站內設置「小穹」人形看板。其中平時平均進站人數約2,500人次，高雄捷運原本預計因為看板的設置會使人潮倍增至為5,000多人，但最後捷運車站人數增加到11,000人。而在高雄捷運公司在推出「小穹」人形看板以及在各個捷運車站和車廂張貼海報後，網際網路上對於這項結合動漫的舉動有著許多迴響，並且成為重要的討論話題。其中於11月20日開設的Facebook專頁到了11月27日時已經超過20,000人加入，許多臺灣的新聞媒體也對此有所報導。
高雄捷運公司公共事務處經理胡怡萍表示希望透過動漫代言的方式，使得高雄捷運的形象得以更加清新。而另一名經理石耀誠表示，高雄捷運希望透過萌系圖像吸引旅客注意到禁止飲食等搭乘規定，認為透過2位虛擬代言人的設計將更具宣導成效，另外相關的製作物也活化了捷運車站的整體氛圍。高雄捷運公司公共事務處處長賀新表示由於動漫角色的可愛形象，使得原本僅有文字的警告事項得以被遊客注意。高雄捷運公司在其新聞稿上則提到：
| “              | 高雄捷運努力在各方面展現轉虧為盈的企圖心，不僅提供便利安全的交通服務，也不斷的創新、提升大眾搭乘的樂趣，更支持各項文化創意產業，讓捷運不僅是捷運，同時亦能傳遞原創文化的價值。 | ” |
| ——高雄捷運公司 | |   |

另外在2014年11月時，由台北捷運公司和東京地下鐵聯合經營的網站上也提到了高雄捷運推出新的虛擬代言人。有關可能採用高捷少女作為主要人物、呈現輕鬆治癒風格的輕小說或者漫畫的問卷調查出現時，則被新聞媒體認為這項計畫決定速度極快、但是並不無可能。在高捷少女的相關報導中，日本RocketNews24甚至主張萌世界並非正在從臺灣開始、而是已經成為其未來生活的一部分，ITmedia在報導中甚至稱臺灣為「萌之先進國」。
2017年12月，部分粉絲發現站內海報消失，官方表示因為海報已老舊，將重新設計，在重新設計期間（2017年12月－2018年），以非少女的站內海報代替，2019年張貼的新海報除了一期生還增加增加二期生的成員，以及與初音未來合作的人型立牌和海報。但到了2023年人形立牌及海報全數撤除。

## 外部連結
- https://www.facebook.com/K.R.T.GIRLS （页面存档备份，存于）（繁體中文）
- 高雄捷運 （页面存档备份，存于）（繁體中文）
- 高捷角色專區 （页面存档备份，存于） （繁體中文）